# 普圖伊湖

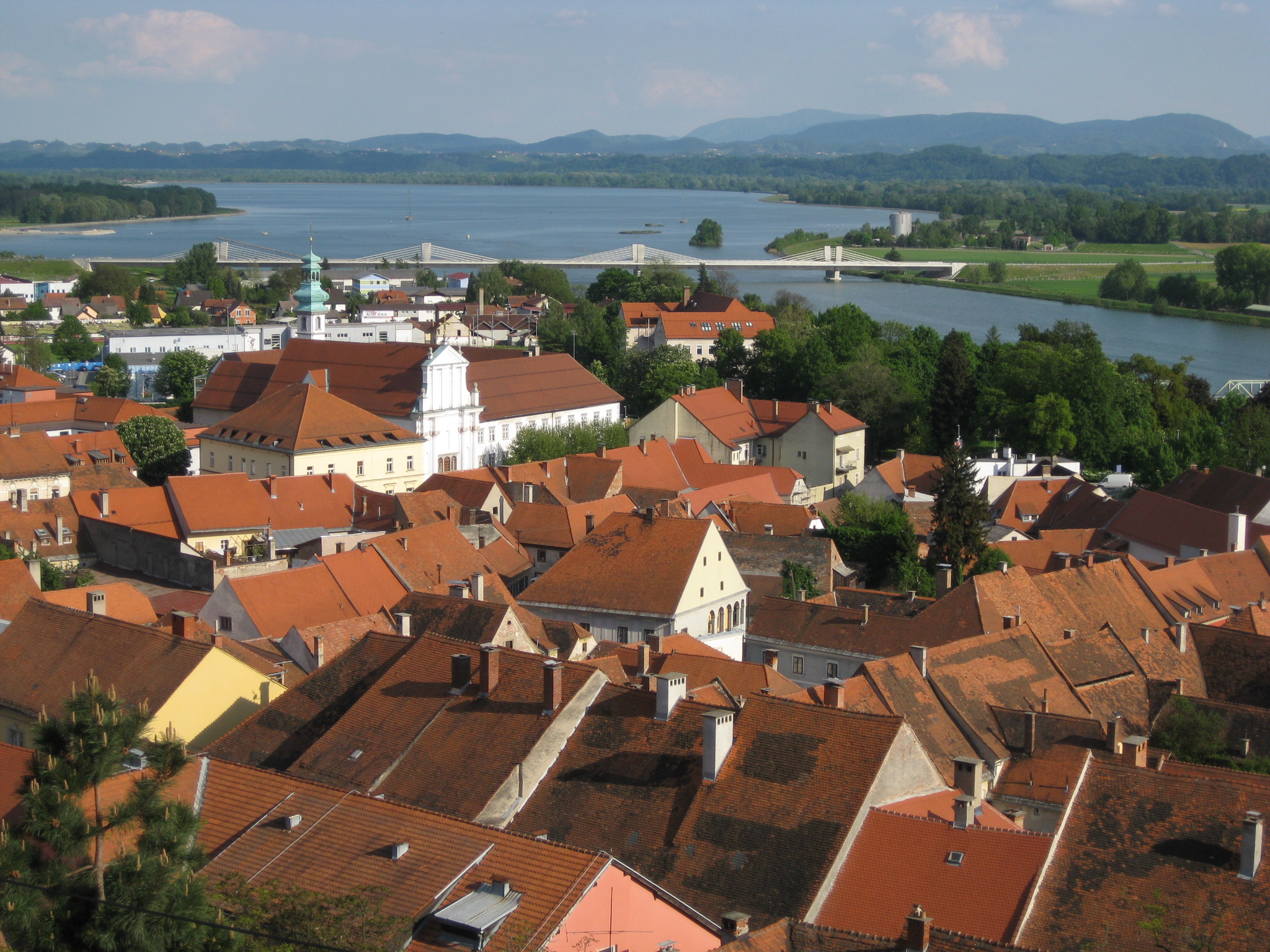

46°24′7″N 15°53′36″E / 46.40194°N 15.89333°E
普圖伊湖，是斯洛文尼亞的湖泊，位於該國東部，處於普圖伊東南面，長5.5公里、寬1.6公里，面積3.5平方公里，海拔高度218米，最大水深12米，湖中有2座島嶼。